# Tamopsis riverinae
Tamopsis riverinae är en spindelart som beskrevs av Baehr 1993. Tamopsis riverinae ingår i släktet Tamopsis och familjen Hersiliidae.
Artens utbredningsområde är New South Wales. Inga underarter finns listade i Catalogue of Life.